# 替诺福韦二吡呋酯
替诺福韦二吡呋酯（英語：Tenofovir disoproxil），商品名韦瑞德（英語：Viread）惠立妥或其它，是一种用于治疗慢性乙肝以及预防和治疗HIV感染/艾滋病的药物。这种药物属于逆转录酶抑制剂，可以抑制HIV病毒的复制。替诺福韦二吡呋酯可用于预防高危人群感染HIV。但药物不能治愈HIV/AIDS或乙肝。
药物呈片剂状或粉状，通常与其它抗病毒药物一起服用，每日口服一次。其常见副作用包括恶心、皮疹、腹泻、头痛、身体疼痛、抑郁症和虚弱等。严重时可导致乳酸性酸中毒和肝腫大。在动物实验中未发现药物对妊娠的影响。
替诺福韦于1996年申请专利，并于2001年在美国被批准使用。该药品是世界卫生组织基本药物标准清单药物之一，是目前医療制度中最有效和最安全的抗病毒药物之一。美国2017年，将该药物列入通用名版本。在发展中国家，该药物的月批发成本则介于3.30到29.13美元之间。